# Plantae Rariores
Plantae Rariores (abreujat Pl. Rar.) és un llibre amb il·lustracions i descripcions botàniques que va ser escrit pel botànic italià Giovanni Gussone. Va ser publicat l'any 1826.